# Jacques Janse van Rensburg
Jacques Janse van Rensburg (Springs, 6 settembre 1987) è un ex ciclista su strada sudafricano, professionista dal 2012 al 2019.

## Palmarès
- 2012 (MTN Qhubeka, due vittorie)

2ª tappa Giro d'Eritrea (Massaua > Asmara)
Classifica generale Giro d'Eritrea
- 2014 (MTN Qhubeka, due vittorie)

1ª tappa Mzansi Tour (Golden Gate > Clarens)
Classifica generale Mzansi Tour
- 2015 (MTN Qhubeka, una vittoria)

Campionati sudafricani, Prova in linea

### Altri successi
- 2016 (Dimension Data)

Classifica combattività Tour of Oman

## Piazzamenti

### Grandi Giri
- Giro d'Italia

2017: 36º
2018: 78º
- Tour de France

2015: 51º
- Vuelta a España

2014: 59º
2016: non partito (15ª tappa)
2017: 82º

### Classiche monumento
- Liegi-Bastogne-Liegi

2014: ritirato
2015: 61º
2016: 140º
2017: 41º
2018: 79º
2019: 100º
- Giro di Lombardia

2013: fuori tempo massimo
2017: ritirato

### Competizioni mondiali
- Campionati del mondo su strada

Stoccarda 2007 - Cronometro Under-23: 42º
Stoccarda 2007 - In linea Under-23: ritirato
Varese 2008 - In linea Under-23: 64º
Mendrisio 2009 - In linea Under-23: 29º
Copenaghen 2011 - Cronometro Under-23: 58º
Limburgo 2012 - Cronosquadre: 23º
Limburgo 2012 - In linea Elite: 117º
Ponferrada 2014 - In linea Elite: ritirato
Innsbruck 2018 - In linea Elite: ritirato